# Wen Junhui
Wen Junhui (chinois : 文俊辉), plus connu sous le nom de Jun (Hangul: 준) est un chanteur, danseur et acteur chinois travaillant principalement en Corée, né le 10 juin 1996. Il est membre du boy group SEVENTEEN, formé par Pledis Entertainment en 2015.

## Biographie

### Jeunesse
Junhui nait le 10 juin 1996 à Shenzhen en Chine. Ses parents divorcent quand il a deux ans et il part vivre avec sa mère. Il a un frère cadet né en 2006.
Il commence sa carrière d'acteur à l'âge de 2 ans en jouant dans des pubs. Enfant il apprend également à jouer du piano. Il a également pratiqué le wushu dans sa jeunesse souhaitant devenir acteur d'arts martiaux à l'instar de Jackie Chan.

## Carrière

### 1998-2015: début de carrière en tant qu'acteur
Jun entre dans le monde du divertissement en 1998 à l'âge de 2 ans en jouant dans des publicités télévisées. A l'âge de 5 ans, il apparait dans la série télévisée Dragon Laws (特警飞龙). En 2007, il joue aux côtés de Eason Chan dans le film The Pye Dog, pour lequel il remporte un prix aux Hong Kong Film Directors' Guild ainsi qu'aux Hong Kong Film Awards en 2008. En 2010 il joue dans le film Ip Man : La légende est née, puis dans la série Intouchable en 2014.

### Depuis 2015: Carrière au sein de SEVENTEEN
En octobre 2012, Jun déménage en Corée du Sud pour intégré Pledis Entertainment . Durant ses années de trainee, il participe à l'émission Seventeen TV et à Seventeen Project. Il fait ses débuts au sein de Seventeen le 26 mai 2015 sous le nom de scène Jun. Leur premier mini-album du groupe, 17 Carat, sort le 29 mai 2015.
Il participe également à l'écriture de plusieurs musiques du groupe.
Le 12 août 2024, son agence annonce qu'il prendrait une pause dans ses activités de groupe au profit de sa carrière d'acteur en Chine. Il rejoint le groupe à l'occasion Lollapalooza à Berlin début septembre, ainsi que pour les promotions du 12e mini-album du groupe Spill the Feels ainsi que pour leur tournée mondiale Right Here.

### Depuis 2018: Début de carrière solo
En 2018, Jun et The8 (un autre membre du groupe) ont ont participé à l'émission de télé-réalité musicale chinoise Chao Yin Zhan Ji (潮音战纪). D'octobre à décembre 2018, il a co-animé l'émission de classement de musique chinoise appelée Yo! Bang (由你音乐榜样).
Jun a sorti sa première chanson solo Can You Sit By My Side (能不能坐在我身旁), dont il a co-écrit les paroles, le 14 décembre 2018.
En 2020, il a participé à la bande originale de The King: Eternal Monarch avec la chanson "Dream" en chinois.
Le 5 février 2021, Jun a sorti le single « Crow » (乌鸦), puis le single Silent Boarding Gate (寂寞号登机口) le 14 février. Son single « Crow » est entré dans le classement Billboard World Digital Song Sales à la 14e place moins d'une semaine après sa sortie.
Le 23 septembre 2022, Jun a sorti son troisième single numérique « Limbo » avec deux versions en coréen et en chinois. En Chine, il a vendu 29 000 exemplaires de l’album numérique. Sur Melon, le titre est entré dans le classement quotidien du 23 septembre à la 723e place, une amélioration par rapport à « Crow » qui s’était classé à la 948e place. Dans le dernier classement 24 h (1 semaine) de Melon, « Limbo » (version coréenne) a culminé à la 14e place,.
En 2023, Jun revient à sa carrière d'acteur avec le drama chinois Exclusive Fairytale (独家童话), pour lequel il a remporté un prix lors du Festival international du film de Busan,.
Le 4 juillet 2023, Jun a sorti son quatrième single numérique « Psycho ». Le 9 juillet, il a assisté aux Tencent Music Awards, où il a remporté le prix du « Nouvel auteur-compositeur-interprète de l'année ».
Le 18 janvier 2025, il a été annoncé que Jun jouerait dans le dernier film de Jackie Chan , The Shadow's Edge.

## Discographie
| Titre                                            | Année |
| ------------------------------------------------ | ----- |
| "Can You Sit By My Side" (能不能坐在我身旁)      | 2018  |
| "Crow" (乌鸦)                                    | 2021  |
| "Silent Boarding Gate" (寂寞号登机口)            | 2021  |
| "Mom's Missed Call" (妈妈的未接来电) (avec The8) | 2021  |
| "Fall in Love"                                   | 2021  |
| "Limbo"                                          | 2022  |
| "Psycho"                                         | 2023  |
| "Run Like Gump" (赤脚的人)                       | 2024  |
| "Worth It" (值得)                                | 2025  |

## Filmographie

### Films
| Year | English title              | Chinese title | Role           |
| ---- | -------------------------- | ------------- | -------------- |
| 2007 | The Pye Dog (zh)           | 野·良犬       | Lin Zhihong    |
| 2010 | Ip Man: La légende est née | 叶问前传      | Ip Man (jeune) |
| 2011 | Powers                     | 权力有限      | Mayor's son    |
| 2013 | My Mother                  | 我的母亲      | Lin Yilong     |
| 2025 | The Shadow's Edge          | 捕风追影      | Hu Feng        |

### Séries TV
| Year | English title           | Chinese title | Role                  | Notes      |
| ---- | ----------------------- | ------------- | --------------------- | ---------- |
| 2002 | Dragon Laws             | 特警飞龙      | Zhong Zai             |            |
| 2003 | Give Me Folly           | 歌让我狂      | Ye Feng (jeune)       |            |
| 2004 | Cross Border Daddy (zh) | 爸爸两边走    | Zeng Cheng            |            |
| 2005 | Go! Go! Daddy (zh)      | 爸爸向前走    | Zeng Cheng            |            |
| 2005 | Family Style            | 家风          | Zai Zai               |            |
| 2010 | Drunk Red Dust (zh)     | 醉红尘        | Xiao Xiao Jiu (jeune) |            |
| 2010 | Da Ming Pin Fei (zh)    | 大明嫔妃      | Zhu Youjiao           |            |
| 2010 | Destiny of the Jade     | 乱世玉缘      | Shi Dongyuan (jeune)  |            |
| 2010 | Who's the Hero (zh)     | 胜者为王      |                       | Cameo      |
| 2011 | Large Hankou            | 大汉口        | Lu Xiuwu (jeune)      |            |
| 2012 | Pearl Dragon (zh)       | 明珠游龙      | Son of Zhang Baozhu   |            |
| 2012 | Love Under the Roof     | 爱在屋檐下    | Hai Tian (jeune)      |            |
| 2012 | Children's Wars         | 儿女的战争    | Liu Xiaofeng          |            |
| 2013 | Xue Dingshan (zh)       | 薛丁山        | Xue Yinglong          |            |
| 2015 | Intouchable (zh)        | 男神执事团    | Jeune Dracula         | Web series |
| 2023 | Exclusive Fairytale     | 独家童话      | Ling Chao             | Web series |
| TBA  | The Whimsical Return    | 云归喜事      | Wen Liangchen         | Web series |